# Парк Незалежності (Єрусалим)
Парк Незалежності (івр. גן העצמאות, «Ґан-га-Ацмаут») — муніципальний парк в Єрусалимі, обмежений вулицями Аґрона, Короля Георга, Гіллеля і Менаше Бен Ісраель. Це другий за розмірами парк Єрусалиму.

## Історія
Парк заснували поверх західної частини цвинтаря Мамілла, головного мусульманського кладовища Єрусалиму, заснованого в сьомому столітті до нашої ери. Там поховано кілька сахабів (послідовників) пророка Мухаммеда, а також багато солдатів Салах ед Діна. Це було найбільше мусульманське кладовище в Палестині. У 1927 році, під час британського мандату, Вища мусульманська рада скасувала освячення цвинтаря і заборонила подальші поховання там. У 1946 році були складені плани створення там штаб-квартири Ліги арабських держав, але вони не були втілені в життя.
Після війни 1948 року цвинтар було включено до складу ізраїльського муніципалітету Єрусалиму. За ним ніхто не доглядав, і протягом 1950-х років більшість його території розрили бульдозери з дозволу ізраїльської влади. До 1967 року залишилося менше десяти відсотків нерозритих могил.

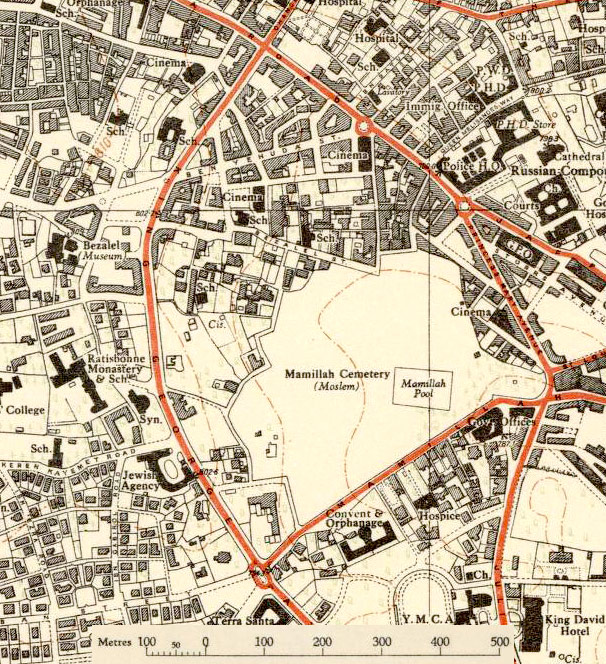
«Кладовище Мамілла (мусульманське)» 1946 рік, включаючи нинішній «Парк Незалежності»
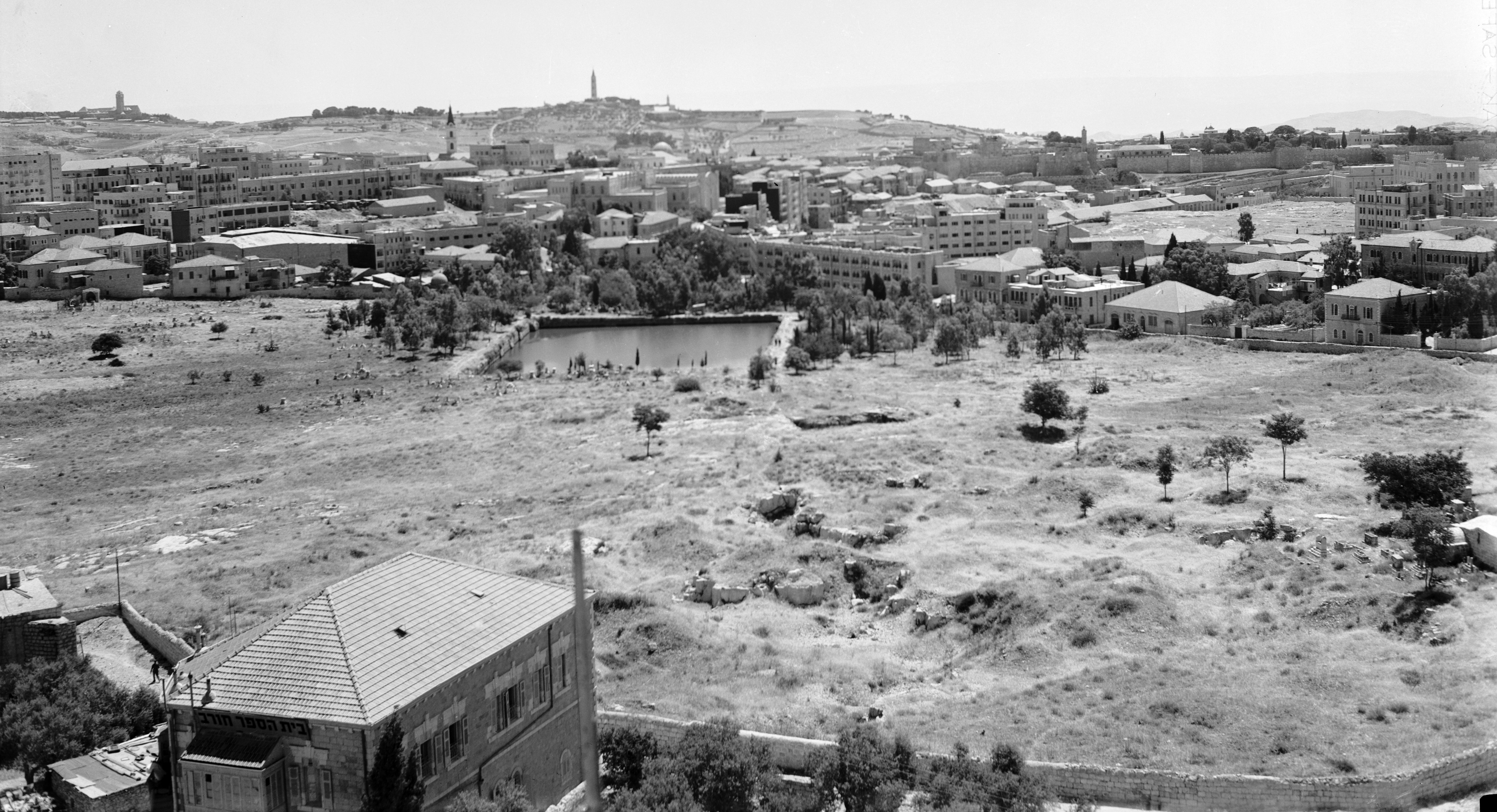
Басейн водоймища Мамілла та його околиці, початок 20 століття

1964 року мер Єрусалиму Мордехай Іш-Шалом звернувся до каді Яффо і голови шаріатського апеляційного суду з проханням побудувати там парк із частиною кладовища, зберігши його як історичну пам'ятку.
Єрусалимський фонд протягом кількох років розміщував у парку скульптури. 1972 року на природному виступі у скелі в центрі парку встановили абстрактну бронзову статую авторства американського скульптора Роберта Енґмана (англ. Robert Engman) «Петля» (англ. Loop; пізніше її перенесли в інший парк). 1983 року скульптура «Тремтіння» (англ. Tremor), мінімалістична скульптура Майкла Ґросса (англ. Michael Gross), лауреата премії Ізраїлю в галузі скульптури 2002 року, розмістили на пагорбі на краю парку.
Парк зазнав капітальної реконструкції Єрусалимським фондом у 1996 році. Шломо Аронсон переробив його, створивши хвилястий трав'янистий центральний простір і водні шляхи, які ведуть до басейну Мамілла, стародавнього водоймища, яке, як вважають, забезпечувало частину водопостачання Старого міста. У парку є печера Лева. Єврейські, мусульманські та християнські легенди стверджують, що там поховані останки їхніх єдиновірців, і що лев, створений Богом, був поміщений для охорони мертвих. Єврейська традиція стверджує, що там поховані кістки євреїв, убитих греками держави Селевкідів. Мусульмани — що туди Аллах переніс останки з сусіднього цвинтаря Мамілла в печеру, щоб врятувати їх від пожежі. Християни ж вірять, що в печері зберігаються останки ченців, яких вбили перси в 614 році. Деякі мусульманські могили 13 століття збереглися в нижній частині парку.
Парк є одним із районів для гей-круїзу в Єрусалимі та центром ЛҐБТ-діяльності, включаючи щорічний гей-парад.

## Виноски
1. ↑  Independence Park (Gan Ha'atzmaut). gojerusalem.com. Архів оригіналу за 1 листопада 2013. Процитовано 20 лютого 2022.
2. ↑  Jacobs, Daniel (1999). Jerusalem: The Mini Rough Guide. с. 130. ISBN 9781858285795. Архів оригіналу за 3 лютого 2022. Процитовано 20 лютого 2022.
3. ↑  Rosenthal, Morris (2006). Jerusalem Parks - Gan for Dog Owners. Архів оригіналу за 4 березня 2016. Процитовано 20 лютого 2022.
4. ↑  https://www.haaretz.com/1.4849004 [Архівовано 8 листопада 2021 у Wayback Machine.]The Cemetery has no Sanctity, Haaretz
5. ↑  Asem Khalidi (Spring 2009). The Mamilla Cemetery: A Buried History. Jerusalem Quarterly. 37. Архів оригіналу за 3 лютого 2022. Процитовано 20 лютого 2022.
6. ↑  Henry Cattan (1988). The Palestine question (вид. Illustrated). Taylor & Francis. с. 256. ISBN 9780709948605. Архів оригіналу за 3 лютого 2022. Процитовано 20 лютого 2022.
7. ↑  Journal of Palestine studies, Volume 7, Issues 25-28. Institute for Palestine Studies and Kuwait University. 1978. с. 194. Архів оригіналу за 3 лютого 2022. Процитовано 20 лютого 2022.
8. ↑  Rashid Khalidi (5 липня 2011). Human Dignity in Jerusalem. Jadaliyya. Архів оригіналу за 15 липня 2017. Процитовано 20 лютого 2022.
9. 1 2 3  The Cemetery Has No Sanctity. Haaretz (англ.). Архів оригіналу за 8 листопада 2021.
10. ↑  Архівована копія. Архів оригіналу за 8 квітня 2018. Процитовано 20 лютого 2022.{{cite web}}:  Обслуговування CS1: Сторінки з текстом «archived copy» як значення параметру title (посилання)
11. 1 2  Peled, Ron. 2,000 Years Old Pool, Cemetery, Cave & more... Архів оригіналу за 17 січня 2013. Процитовано 20 лютого 2022.
12. ↑  Fodor's Israel: 8th Edition. 2011. с. 117.
13. ↑  Independence Park. Архів оригіналу за 27 січня 2013.